# Nombre de charge
Nombre de charges
Le nombre de charge d'une particule subatomique est sa charge électrique exprimée comme un nombre de charges élémentaires. Le nombre de charge du proton est par exemple +1, et celui du quark down −1/3 (leurs charges sont +e et −1/3e, respectivement).
Le nombre de charges d'un ion est également sa charge électrique exprimée comme un nombre de charges élémentaires, toujours entier. Le nombre de charges de Mg2+ est par exemple +2, et celui de PO43− −3 (leurs charges sont +2e et −3e, respectivement). On parle parfois aussi du nombre de charges d'un nucléide, mais le terme usuel est numéro atomique.